# ダイナクチン

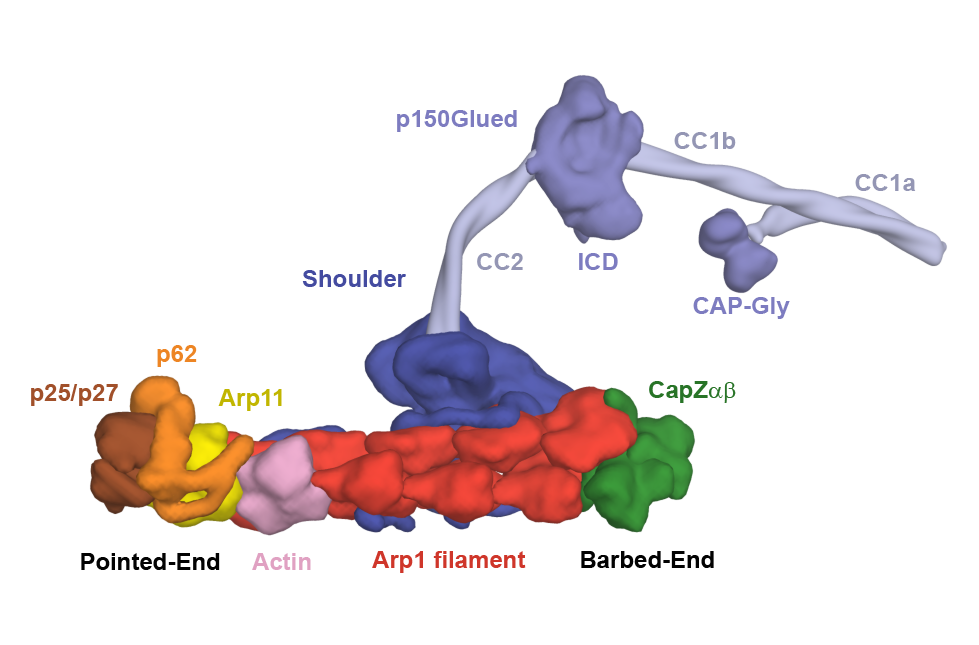
ダイナクチンの四次構造

ダイナクチン（英: dynactin）は、23個のサブユニットからなるタンパク質複合体であり、微小管上のモータータンパク質である細胞質ダイニン1のコファクターとして機能する。ダイナクチン複合体は、Arp1の短いフィラメントの周囲に構築される。

## 発見
高度に精製された細胞質ダイニンは膜小胞を微小管に沿って移動させる活性を失うが、in vitroでこの活性を可能にする因子としてダイナクチンは同定された。この活性は多タンパク質複合体によるものであることが示され、ダイニンを活性化する役割（dynein activation）からダイナクチンと命名された。
ダイナクチンの主要な構造的特徴は、急速凍結ディープエッチング、回転蒸着を行った試料の電子顕微鏡解析によって明らかにされている。外観は、Fアクチンに似た約37 nmの長さの短いフィラメントから、より細いアームが横方向に伸びた形状である。抗体ラベリングによって、ダイナクチンの各サブユニットの位置がマッピングされている。

## 構造
ダイナクチンは次の3つの主要な構造ドメインから構成される。
1. sidearm-shoulder: DCTN1（英語版）/p150Glued、DCTN2（英語版）/p50/dynamitin, DCTN3（英語版）/p24/p22
2. Arp1フィラメント: ACTR1A（英語版）/Arp1/centractin、アクチン、CapZ（英語版）
3. pointed end complex（PEC）: ACTR10（英語版）/Arp11、DCTN4（英語版）/p62、DCTN5（英語版）/p25、DCTN6（英語版）/p27

ダイナクチンの4 Å分解能のクライオ電顕構造によって、フィラメント部分には8分子のArp1と1分子のβ-アクチン、1分子のArp11が含まれていることが明らかにされている。矢じり端（マイナス端、pointed end）に位置するPECでは、p62/DCTN4はArp11とβ-アクチンに結合し、p25とp27はp62、Arp11の双方と結合している。反矢じり端（プラス端、barbed end）では、キャッピングタンパク質（CapZαβ）がArp1フィラメントに結合している。この結合はアクチンへの結合と同じ形であるが、電荷の相補性がより高いため、アクチンに対してよりも強固な結合が形成される。
ショルダー（shoulder）部分には、2分子のp150Glued/DCTN1、4分子のp50/DCTN2、2分子のp24/DCTN3が含まれている。これらのタンパク質は長いαヘリックスバンドルを形成して互いに巻きつき、そしてArp1フィラメントと接触している。p50/DCTN2のN末端はショルダー部分から出てフィラメントを覆い、フィラメントの長さを制御する機構として機能している。p150Glued/DCTN1のC末端はショルダー内に埋め込まれているが、N末端の1227アミノ酸はそこから突出してアーム（projecting arm）を形成している。アームのN末端にはCap-Glyドメインが位置し、この領域は微小管のC末端テールや微小管プラス端結合タンパク質EB1と結合することができる。続く塩基性領域も微小管結合に関与しており、さらにコイルドコイルドメイン（CC1）、ICD（inter coiled domain）、そして2つ目のコイルドコイルドメイン（CC2）と続く。p150Gluedのアームは、Arp1フィラメントの側面とPECに対してドッキングすることができる。
DCTN2（dynamitin）は微小管の中心体への固定にも関与しており、脳発生時のシナプス形成に関与している可能性がある。 Arp1は、ダイナクチンがβ-スペクトリンを介して膜小胞（ゴルジ体や後期エンドソームなど）に結合する際のドメインとなることが示唆されている。PECは積み荷への選択的な結合に関与していることが示されている。PECのサブユニットであるp62/DCTN4とArp11/ACTR10はダイナクチン複合体の完全性、そして有糸分裂前の核膜へのダイナクチン/ダイニンの標的化に必要不可欠である。p25/DCTN5とp27/DCTN6はダイナクチン複合体の完全性には必須ではないが、間期における初期エンドソームやリサイクリングエンドソームの輸送、有糸分裂時の紡錘体チェックポイントの調節に必要である。

## ダイニンとの相互作用
ダイニンとダイナクチンは、ダイニンの中間鎖とp150Gluedとの結合によって直接相互作用することが報告されている。この相互作用の親和性は約3.5 μMであり、ショ糖密度勾配遠心で同じ挙動を示すほど強力ではないが、ダイニンとダイナクチンをゴルジ由来小胞へ結びつける積み荷アダプタータンパク質BICD2のN末端400アミノ酸の存在下で強固な複合体形成が誘導される。BICD2の存在下でダイナクチンはダイニンに結合し、微小管に沿った長距離移動を活性化する。
ダイニン、ダイナクチンとBICD2のクライオ電顕構造からは、BICD2のコイルドコイルがダイナクチンのフィラメントに沿って走っていることが示されている。ダイニンのテールもArp1フィラメントに結合し、ミオシンがアクチン結合の際に利用する部位に相当する部位に結合している。ダイニンテールとダイナクチンとの接触には全てBICD2が関与しており、両者の結合にBICDが必要である理由が説明される。微小管上のダイニン/ダイナクチン/BICD2（DDB）複合体もネガティブ染色による電顕像が観察されている。この構造では、BICD2の積み荷結合末端はダイニンのモータードメインとは反対側の末端に位置するPECを通って突出していることが示されている。

## 機能
多くの場合、ダイナクチンはダイニンの活性に必要不可欠であり、微小管に沿って輸送すべきオルガネラに対するダイニンの結合を調節する「ダイニン受容体」とみなすことができる。ダイナクチンは細胞質ダイニンやキネシン2のモーターのプロセシビティを高める。細胞分裂時には、ダイナクチンは染色体の整列や紡錘体の組織化などさまざまな過程に関与する。ダイナクチンはNuMAへの結合を介して紡錘体極の収束に寄与する。また、DCTN2/dynamitinとZW10との結合を介してキネトコアへ標的化され、紡錘体チェックポイントの不活性化に関与する。前中期には、ダイナクチンはCDK1によってリン酸化されたDCTN6/p27を介してPLK1のキネトコアへの標的化を補助し、適切な微小管-キネトコア間接着と紡錘体チェックポイントタンパク質Mad1のリクルートに関与する。さらに、ショウジョウバエ、ゼブラフィッシュ、さまざまな菌類では、ダイナクチンが核の位置の維持に必要不可欠な役割を果たしていることが示されている。前期の間、ダイニンとダイナクチンは核膜へ濃縮され、DCTN4/p62、Arp11サブユニットを介して核膜の解体を促進する。また、ダイナクチンは微小管の中心体への固定と中心体の完全性の維持に必要とされる。中心体のダイナクチンの不安定化はG1期に異常な中心小体分離を引き起こし、S期への移行の遅れが引き起こされる。このことは、ダイナクチンが重要な細胞周期調節因子の中心体へのリクルートに寄与していることを示唆している。細胞質のさまざまなオルガネラの輸送に加えて、ダイナクチンはキネシン2をオルガネラへ連結する役割も果たしている。

## 関連文献
- “Brain disorder suggests common mechanism may underlie many neurodegenerative diseases” (2009年1月11日). 2023年8月6日閲覧。